# 沃斯克列先斯科耶 (下诺夫哥罗德州)
沃斯克列先斯科耶（羅馬化：Voskresenskoye）是俄罗斯下诺夫哥罗德州的市级镇、沃斯克列先斯科耶区行政中心，地处下诺夫哥罗德州东北部，位于伏尔加河流域韦特卢加河畔，在州府下诺夫哥罗德东北方。
该地2021年人口有5,931人；2010年人口6,185；2002年人口6,362；1989年人口6,200。